# Canis lupus lupus
Pour un article plus général, voir Canis lupus.
Sous-espèce
Statut de conservation UICN

 LC  : Préoccupation mineure
Statut CITES
Statut CITES
Canis lupus lupus est une des sous-espèces sauvages de Canis lupus. Canis lupus étant une espèce de canidés regroupant la plupart des loups, les chiens et les dingos, tous parfaitement interféconds. Il est également appelé loup eurasien, loup gris commun, loup européen, loup des Carpates, loup des steppes et loup de Chine.

## Morphologie
La taille des loups d'Eurasie est sujette à des variations géographiques, les animaux de Russie et de Scandinavie étant plus grands et plus gros que ceux d'Europe occidentale. Le plus grand a été tué après la Seconde Guerre mondiale dans la région de Kobelyakski de la région de Poltavski en RSS d'Ukraine, et pesait 86 kg. Bien que leur taille soit similaire à celle des loups de Russie centrale, les loups suédois et norvégiens ont tendance à être plus lourds et à avoir des épaules plus profondes,.

## Répartition
À l'origine disséminé sur la plus grande partie de l'Eurasie, avec une limite méridionale délimitée par l'Himalaya, l'Hindou Kouch, le Kopet-Dag, le Caucase, la mer Noire, les Alpes, allant jusqu'à la péninsule Ibérique, et une limite septentrionale comprise entre 60° et 70° de latitude. Son aire de répartition s'est grandement réduite et on ne le retrouve presque plus dans les pays d'Europe de l'Ouest (hormis l'Espagne où il reste bien présent) et à l'est de la Chine. Actuellement, c'est le loup le plus commun dans le centre, l'est et le nord de l'Europe ainsi qu'en Asie.
Aujourd’hui le repeuplement de l'Europe de l'Ouest par le loup se fait un peu différemment des populations d'origine. La France et la Suisse ne sont pas (ou très peu) repeuplées par Canis lupus lupus mais principalement par Canis lupus italicus venu par le Sud, alors que Canis lupus lupus était la principale sous-espèce présente originellement dans ces deux pays. En revanche l'Allemagne, les Pays-Bas et la Belgique sont actuellement repeuplés par Canis lupus lupus majoritairement, venu de l'Est, bien qu'il y ait par endroit un peu de mélange avec Canis lupus italicus (en Belgique par exemple). Canis lupus lupus reste toujours la principale sous-espèce présente en Espagne et au Portugal. Il n'a en effet jamais disparu en Espagne.

## Protection en Europe
Le loup d'Eurasie et le loup d'Italie sont légalement protégés dans la plupart des pays européens, soit par une inscription aux annexes de la directive UE-FHH, soit par la Convention de Berne, ou les deux, selon qu'un pays est ou non signataire de la Convention de Berne.
Pour les États membres de l'UE, une demande de modification de l'inscription du loup dans les annexes de la directive « Habitats » doit être approuvée par la Division des grands carnivores de la Commission européenne, au sein de laquelle les membres du LCIE ont un rôle consultatif,. Les États hors de l'UE qui sont signataires de la convention de Berne peuvent soumettre une demande correspondante de changement de statut de protection au comité permanent de la convention de Berne, au sein duquel le LCIE a également un rôle consultatif. Par exemple, la Suisse a présenté une telle demande en 2006, qui a été rejetée à l'époque. En 2018, la Suisse a de nouveau demandé la réduction du statut de protection. En raison du comportement passif de l'Initiative des grands carnivores pour l'Europe (LCIE), le traitement de la demande est retardé,,.

## Situation par pays
- Loup gris en Espagne
- Loup gris en Pologne
- Loup gris en Suisse
- Loup gris en Allemagne
- Loup en France

## Autres sous-espèces
Selon MSW :
- Canis lupus altaicus (Noack, 1911)
- Canis lupus argunensis Dybowski, 1922
- Canis lupus canus de Sélys Longchamps, 1839
- Canis lupus communis Dwigubski, 1804
- Canis lupus deitanus Cabrera, 1907
- Canis lupus desertorum Bogdanov, 1882
- Canis lupus flavus Kerr, 1792
- Canis lupus fulvus de Sélys Longchamps, 1839
- Canis lupus italicus Altobello, 1921
- Canis lupus kurjak Bolkay, 1925
- Canis lupus lycaon Trouessart, 1910
- Canis lupus major Ogérien, 1863
- Canis lupus minor Ogerien, 1863
- Canis lupus niger Hermann, 1804
- Canis lupus orientalis (Wagner, 1841)
- Canis lupus orientalis Dybowski, 1922
- Canis lupus signatus Cabrera, 1907